# Georg Heinrich Keller

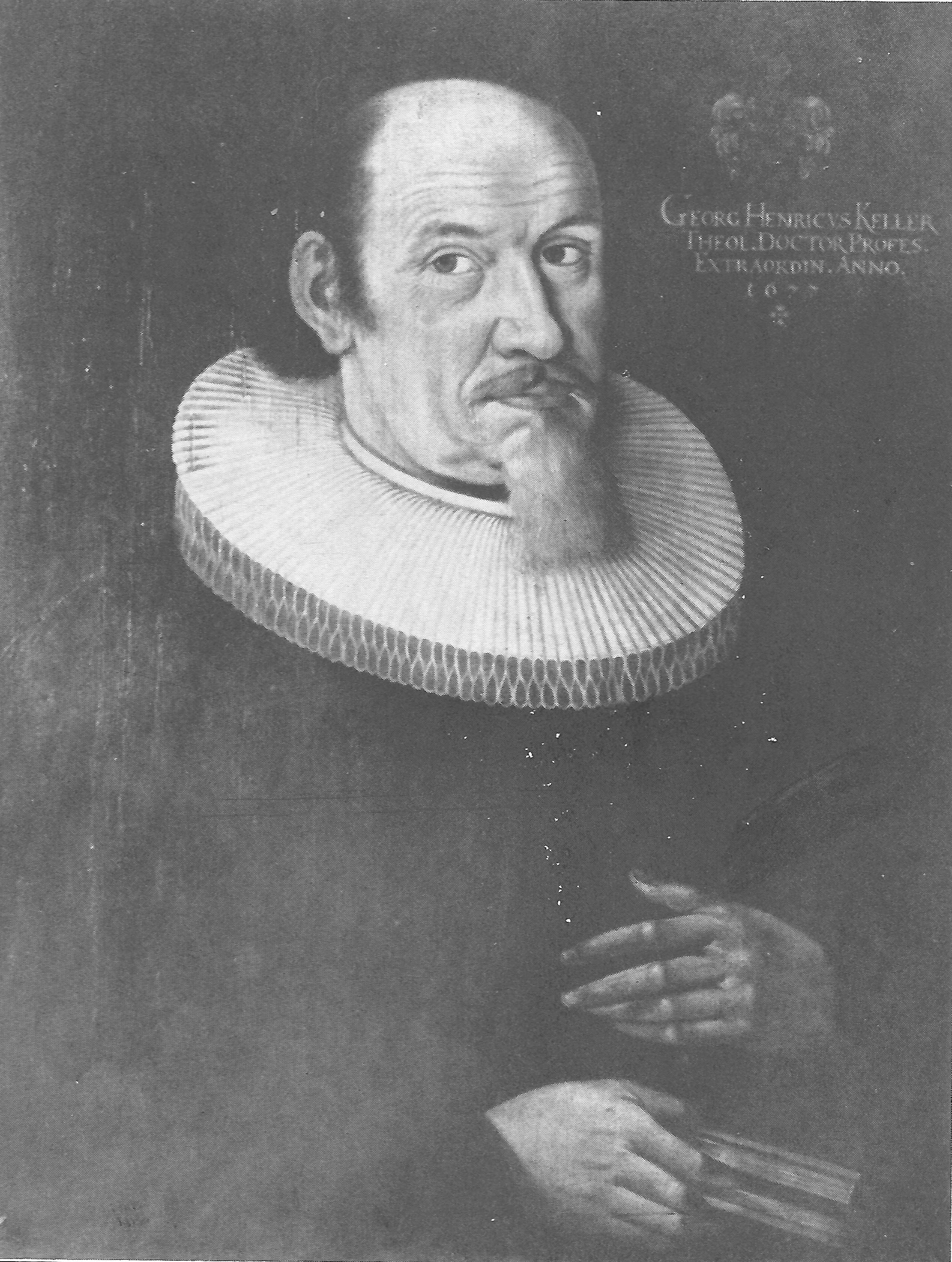
Georg Heinrich Keller in der Tübinger Professorengalerie

Georg Heinrich Keller (* 24. Juli 1624 in Hornberg; † 1. Oktober 1702 in Tübingen) war ein Württemberger evangelisch-lutherischer Theologe.

## Leben und Wirken
Georg Heinrich Keller war ein Sohn von Cornelius Keller (* 11. Februar 1582 in Hornberg; † 27. August 1638 in Herrenberg) und seiner Ehefrau Anna Maria Moser von Filseck (* 27. Februar 1592 in Göppingen; † 18. Februar in Tübingen).
Er war von 1670 bis 1681 Extraordinarius und von 1681 bis 1699 zweiter Ordinarius sowie 1698 Prokanzler an der Universität Tübingen. Von 1699 bis 1702 war er evangelischer Abt von Alpirsbach.